# ذا أو سي (مسلسل)

طاقم المسلسل

ذا أو سي (بالإنجليزية: .The O.C)‏ مسلسل أمريكي من إنتاج شركة فوكس عام 2003 يهدف للوصول لشريحة المشاهدين من فئة المراهقين والشباب. نال نجاحا كبيرا في عرض السلسلة الأولى حتى وصل عدد مشاهديه ما يقارب من 7,6 مليون نسمة. وقد تابعت الشركة إنتاجه لأربع سنوات متتالية. واسم المسلسل اختصار لاسم مقاطعة أورانج كانتري في كاليفورنيا The Orange County كون أحداثه تدور فيها.قصة شاب مراهق يتنقل من مجتمع إلى اخر في احداث خيالية

## جوائز
في مسابقة شارك فيها 15 مليون مراهق فازت الممثلة ميشا بارتون بلقب أفضل ممثلة كما فازت ريتشل بولسن بلقب أفضل ممثلة دراما أو حركة.

## وصلات خارجية
- ذا أو سي على موقع IMDb (الإنجليزية)
- ذا أو سي على موقع ميتاكريتيك (الإنجليزية)
- ذا أو سي على موقع الموسوعة البريطانية (الإنجليزية)
- ذا أو سي على موقع روتن توميتوز (الإنجليزية)
- ذا أو سي على موقع كينوبويسك (الروسية)
- ذا أو سي على موقع ألو سيني (الفرنسية)
- ذا أو سي على موقع قاعدة بيانات الفيلم (الإنجليزية)

- موقع المسلسل